# Pelophryne api
Espèce
Statut de conservation UICN

 LC  : Préoccupation mineure
Pelophryne api est une espèce d'amphibiens de la famille des Bufonidae.

## Répartition
Cette espèce est endémique du Nord de l'État du Sarawak en Malaisie à Bornéo. Elle se rencontre entre 65 et 1 200 m d'altitude dans le parc national du Gunung Mulu. 
Sa présence est incertaine au Brunei.

## Publication originale
- Dring, 1984 "1983" : Some new frogs from Sarawak. Amphibia-Reptilia, vol. 4, p. 103-115.